# 约科·卡尔亚莱宁
约科·卡尔亚莱宁（芬蘭語：Jouko Karjalainen，1956年7月27日—），芬兰男子北欧两项运动员。他曾代表芬兰参加1980年和1984年冬季奥林匹克运动会北欧两项比赛，获得二枚银牌。